# Batman i Liga Sprawiedliwości
Batman i Liga Sprawiedliwości (ang. Lego DC Comics: Batman Be-Leaguered) – amerykański film animowany z 2014 roku w reżyserii Ricka Moralesa. Wyprodukowany przez Warner Bros. Animation, LEGO i DC Entertainment.
Premiera filmu odbyła się w Stanach Zjednoczonych 27 października 2014 na amerykańskim Cartoon Network. W Polsce film odbył się w Kinie Cartoon Network 18 października 2014 na antenie Cartoon Network.

## Fabuła
Z Egiptu zostaje skradziony starożytny artefakt, a moc, którą posiada daje niesamowitą siłę. Batman postanawia poprosić o pomoc Flasha i razem z nim oraz ekipą Ligi Sprawiedliwości wpada na ślad podstępnego kapitana Colda. Gdy tylko udaje się namierzyć sprawcę kradzieży, towarzysze Batmana zaczynają po kolei znikać, m.in. Aquaman, Wonder Woman i wielu innych. Teraz człowiek-nietoperz bez pomocy Ligi Sprawiedliwości musi sam na sam rozprawić się z nieznanym wrogiem.

## Obsada
- Dee Bradley Baker –
  - Aquaman,
  - Man-Bat
- Troy Baker – Batman / Bruce Wayne
- Grey DeLisle –
  - Lois Lane,
  - Wonder Woman
- John DiMaggio –
  - Joker,
  - Lex Luthor
- Tom Kenny – Pingwin
- Nolan North –
  - Superman,
  - Alfred Pennyworth
- Khary Payton – Cyborg
- Paul Reubens – Mroczny Myte
- Kevin Michael Richardson –
  - Black Manta,
  - kapitan Cold
- James Arnold Taylor – Flash

## Wersja polska
Wersja polska: SDI Media Polska

Reżyseria: Agnieszka Zwolińska

Dialogi: Zofia Jaworowska

Koordynacja produkcji: Ewa Krawczyk

W wersji polskiej udział wzięli:
- Piotr Bajtlik – Flash
- Krzysztof Banaszyk – Batman / Bruce Wayne
- Tomasz Błasiak – Cyborg
- Agnieszka Fajlhauer – Wonder Woman
- Stefan Knothe –
  - Pingwin,
  - Alfred
- Kamil Kula – Aquaman
- Łukasz Lewandowski –
  - Mroczny Mite,
  - ciemna figura
- Wojciech Paszkowski – Joker
- Stefan Pawłowski – Superman
- Marcin Troński – Lex Luthor
- Maciej Więckowski –
  - Captain Cold,
  - Man-Bat
- Paweł Wiśniewski – Black Manta
- Robert Jarociński –
  - reżyser,
  - gwary
- Klaudiusz Kaufmann – gwary
- Klementyna Umer – prezenterka
- Grzegorz Woś – Liga Sprawiedliwości

Lektor tytułu: Robert Jarociński